# Fenékpuszta megállóhely
Fenékpuszta megállóhely egy Zala vármegyei vasúti megállóhely, melyet a MÁV üzemeltet Keszthely településen. A 2019–2020-as menetrendváltástól, azaz 2019. december 15-étől a MÁV az alacsony kihasználtságra hivatkozva megszüntette a megállóhelyet, a vonatok már nem állnak meg itt.

## Vasútvonalak
A megállóhelyet az alábbi vasútvonalak érintik:
- Balatonszentgyörgy–Tapolca–Ukk-vasútvonal

## Kapcsolódó állomások
A megállóhelyhez az alábbi állomások vannak a legközelebb:
- Keszthely vasútállomás (Balatonszentgyörgy–Tapolca–Ukk-vasútvonal)
- Balatonszentgyörgy vasútállomás (Balatonszentgyörgy–Tapolca–Ukk-vasútvonal)

## Forgalom
A megállóhely megszüntetése előtt az Ukk és Balatonszentgyörgy között közlekedő személyvonatok, illetve a nyáron Budapest és Keszthely között közlekedő egyes sebesvonatok álltak itt meg.